# 권종민
권종민(1978년 2월 28일 ~ )은 대한민국의 축구 선수이며, 포지션은 미드필더이다.